# Cratere Lumha
Lumha è un cratere sulla superficie di Ganimede.